# Iglasjön (Skallsjö socken, Västergötland)
Iglasjön är en sjö i Lerums kommun i Västergötland och ingår i Göta älvs huvudavrinningsområde. Sjön har en area på 0,0756 kvadratkilometer och ligger 73,6 meter över havet. Vid provfiske har öring fångats i sjön.

## Delavrinningsområde
Iglasjön ingår i det delavrinningsområde (641482-129963) som SMHI kallar för Utloppet av Sävelången. Medelhöjden är 104 meter över havet och ytan är 44,38 kvadratkilometer. Räknas de 64 avrinningsområdena uppströms in blir den ackumulerade arean 1 297 kvadratkilometer. Säveån som avvattnar avrinningsområdet har biflödesordning 2, vilket innebär att vattnet flödar genom totalt 2 vattendrag innan det når havet efter 35 kilometer. Avrinningsområdet består mestadels av skog (57 procent) och jordbruk (11 procent). Avrinningsområdet har 6,22 kvadratkilometer vattenytor vilket ger det en sjöprocent på 14 procent. Bebyggelsen i området täcker en yta av 2,35 kvadratkilometer eller 5 procent av avrinningsområdet.